# Артижа (Њу Мексико)
Артижа (енгл. Artesia) град је у америчкој савезној држави Њу Мексико.

## Демографија
По попису из 2010. године број становника је 11.301, што је 609 (5,7%) становника више него 2000. године.
| Група             | 2000.         | 2010.         |
| Белци             | 5.533 (51,7%) | 5.110 (45,2%) |
| Афроамериканци    | 154 (1,4%)    | 133 (1,2%)    |
| Азијати           | 21 (0,2%)     | 43 (0,4%)     |
| Хиспаноамериканци | 4.809 (45,0%) | 5.858 (51,8%) |
| Укупно            | 10.692        | 11.301        |